# 사숙왕후
사숙태후(思肅太后, 생몰년 미상)는 선종(宣宗)의 정비(正妃)이자 헌종(獻宗)의 어머니이다. 정신현비의 육촌 언니이며, 시어머니인 인예왕후, 인경현비, 인절현비에게는 친정 조카가 된다. 본관은 인천(仁川)이다.

## 생애
선종이 국원공(國原公)으로 있을 때 선종과 혼인하여 연화궁비(延和宮妃)에 책봉되었으며 1083년, 선종이 순종의 뒤를 이어 즉위하자 왕후(王后)로 책봉되었다. 1094년, 선종이 승하하고 아들인 헌종이 즉위하자 왕태후(王太后)가 되었으며 왕실의 어른으로서 11세의 어린 헌종을 대신하여 섭정을 하였다. 이 기간 동안 사숙태후는 왕태후가 되어 자신이 살던 궁전을 중화전(中和殿)으로 부르게 하였으며 휘하에 부(府)를 두어 자신의 독자적 정치 기구인 영녕부(永寧府)를 설치하였다.
그러나 이로 인해 왕권이 약화되고 이자의(李資義)가 반란을 일으키는 등 국가적 혼란이 일어나게 되자 사숙태후는 1년 만에 섭정을 거두었으나 헌종은 얼마 지나지 않아 숙부인 계림공(鷄林公)에 의해 축출되고 1095년, 숙부인 계림공이 고려의 제15대 왕인 숙종(肅宗)으로 즉위하였는데 즉위 이후 숙종은 왕권의 강화를 목적으로 사숙태후의 궁전인 중화전(中和殿)의 호(號)와 사숙태후가 설치한 영녕부(永寧府)를 폐지하였고 1097년에는 헌종마저 승하하였으나 이후에도 옛 궁에 살면서 오래도록 조금도 허물이 없었다고 한다.
고려사절요에 예종 2년(1107년) “사숙왕후(思肅王后) 이씨를 선종묘(宣宗廟)에 배향하였다”라는 기록이 있는 것으로 보아 이 무렵 승하한 것으로 보이며 인종(仁宗) 18년에 정화(貞和)라는 시호를 추가하고 고종(高宗) 40년에 광숙(匡肅)을 추가하였다. 능은 개성에 있는 인릉(仁陵)으로 남편인 선종과 합장된 것으로 추정된다.

## 가족관계
사숙태후는 선종의 제1비 정신현비, 선종의 제3비 원신궁주와 사촌간이었다.
- (부) 공부상서(工部尙書) 이석(李碩)
- (남편) 선종(宣宗)
  - (장남) 헌종(獻宗)
  - (장녀) 수안택주(遂安宅主)